# Крэннелл
Крэ́ннелл (англ. Crannell), ранее Бу́ллвинкль (Bullwinkel), Бу́лвинкль (Bulwinkle) и Крэ́ннел (Crannel) — бывший населённый пункт в о́круге Гумбольдт штата Калифорния, США. Расположен в 7,2 км к юго-востоку от Тринидада, на высоте 62 м над уровнем моря.
Поселение на этом месте первоначально было создано компанией Little River Redwood Company для рабочих принадлежавшей ей лесопилки. Руководство компании находилось в Тонаванде, штат Нью-Йорк; лесопилка в Калифорнии начала работу в 1908 году. В 1909 году открылось почтовое отделение, названное по фамилии землевладельца, Конрада Булвинкля (Conrad Bulwinkle). В 1922 году посёлок был переименован в честь президента Little River Redwood Company, Леви Крэннелла (Levi Crannell). С 1911 по 1933 год посёлок обслуживался веткой Северо-западной тихоокеанской железной дороги.

В 1931 году путём объединения с Hammond Lumber Company была создана компания Hammond-Little River Redwood Company, Ltd. Железнодорожная ветка Humboldt Northern Railway, соединявшая посёлок с близлежащим поселением Самоа, была разобрана в 1948 году. В 1956 году Hammond стала подразделением корпорации Georgia-Pacific. Жилища рабочих были снесены в 1969 году; место продолжало использоваться для хранения и обслуживания лесоводческой техники и оборудования, использовавшегося следующими землевладельцами. В дальнейшем место перешло к корпорации Louisiana-Pacific, а затем, 30 июня 1998 года, было приобретено компанией Simpson Timber (в дальнейшем, около 2004 года, Green Diamond Resource Company). Green Diamond называет это место «ферма Крэннелл-Три» (Crannell Tree Farm).